# ويليام برادلي (سياسي)
ويليام برادلي (بالإنجليزية: William Bradley)‏ هو سياسي أسترالي، ولد في 1 يونيو 1800 في وندزر ‏ في أستراليا، وتوفي في 6 أبريل 1868 في Darling Point ‏ في أستراليا. انتخب عضو المجلس التشريعي نيو ساوث ويلز.